# Diplothrix legata
Diplothrix legata је врста глодара из породице мишева (Muridae).

## Распрострањење
Ареал врсте је ограничен на једну државу. Јапан је једино познато природно станиште врсте.

## Станиште
Станишта врсте су шуме и планине.

## Угроженост
Ова врста се сматра угроженом.